# Primera División Uruguaya 1938
Il campionato era formato da undici squadre e il Peñarol vinse il titolo.

## Classifica finale
| Pos. | Squadra              | G  | V  | N | P  | GF | GS | Punti |
| ---- | -------------------- | -- | -- | - | -- | -- | -- | ----- |
| 1    | Peñarol              | 20 | 16 | 2 | 2  | 62 | 24 | 34    |
| 2    | Nacional             | 20 | 14 | 3 | 3  | 59 | 20 | 31    |
| 3    | Central              | 20 | 9  | 7 | 4  | 36 | 26 | 25    |
| 4    | Montevideo Wanderers | 20 | 9  | 4 | 7  | 35 | 27 | 22    |
| 5    | Bella Vista          | 20 | 6  | 8 | 6  | 24 | 30 | 20    |
| 6    | Defensor             | 20 | 6  | 7 | 7  | 37 | 35 | 19    |
| 7    | River Plate          | 20 | 6  | 7 | 7  | 27 | 37 | 19    |
| 8    | Racing Montevideo    | 20 | 4  | 8 | 8  | 23 | 30 | 16    |
| 9    | Sud América          | 20 | 5  | 4 | 11 | 32 | 54 | 14    |
| 10   | Rampla Juniors       | 20 | 3  | 7 | 10 | 28 | 45 | 13    |
| 11   | Liverpool            | 20 | 1  | 5 | 14 | 17 | 52 | 7     |

G = Partite giocate; V = Vittorie; N = Nulle/Pareggi; P = Perse; GF = Goal fatti; GS = Goal subiti; 

## Classifica marcatori
| Gol |  |  | Giocatore     | Squadra  |
| --- |  |  | ------------- | -------- |
| 20  |  |  | Atilio García | Nacional |